# Thomatal
Thomatal is een gemeente in de Oostenrijkse deelstaat Salzburger Land, en maakt deel uit van het district Tamsweg.
Thomatal telt 347 inwoners.
Göriach ·
Lessach ·
Mariapfarr ·
Mauterndorf ·
Muhr ·
Ramingstein ·
St. Andrä ·
St. Margarethen ·
St. Michael ·
Tamsweg ·
Thomatal ·
Tweng ·
Unternberg ·
Weißpriach ·
Zederhaus
- Gemeinsame Normdatei: 7500319-3
- Virtual International Authority File: 249426702
- WorldCat: E39PBJqBtwxGDvcpHWP6WJ4rMP